# Graupzig

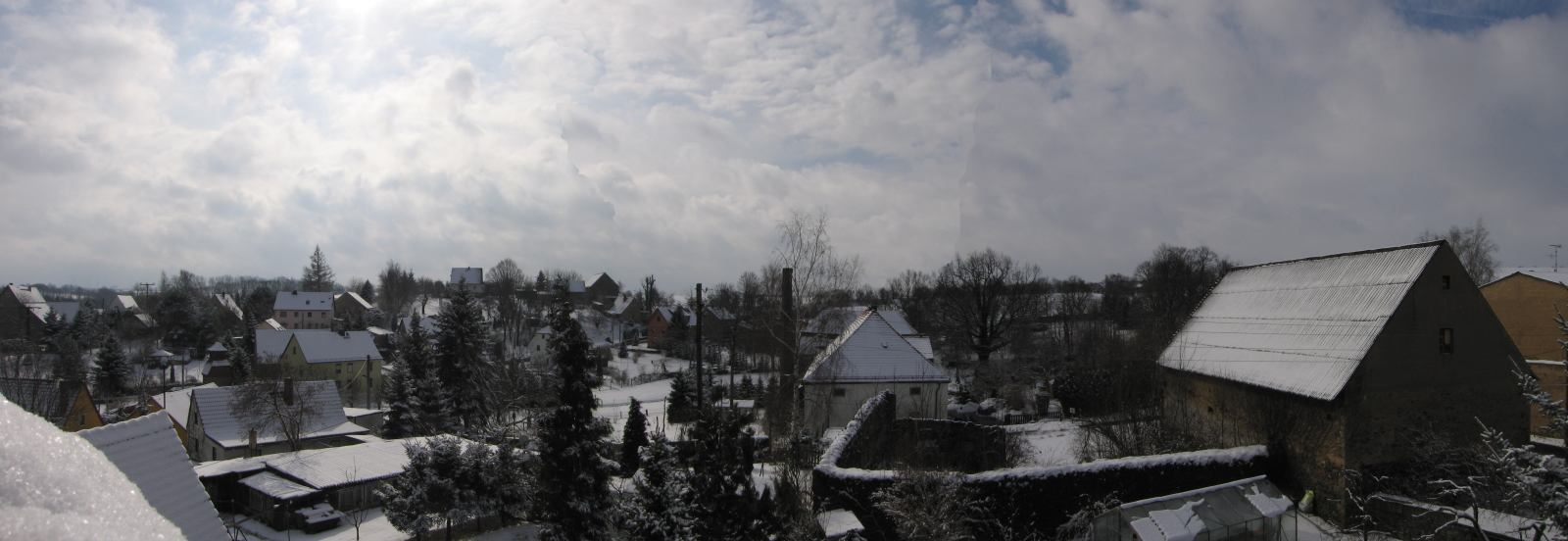
Winterlicher Panoramablick über Graupzig

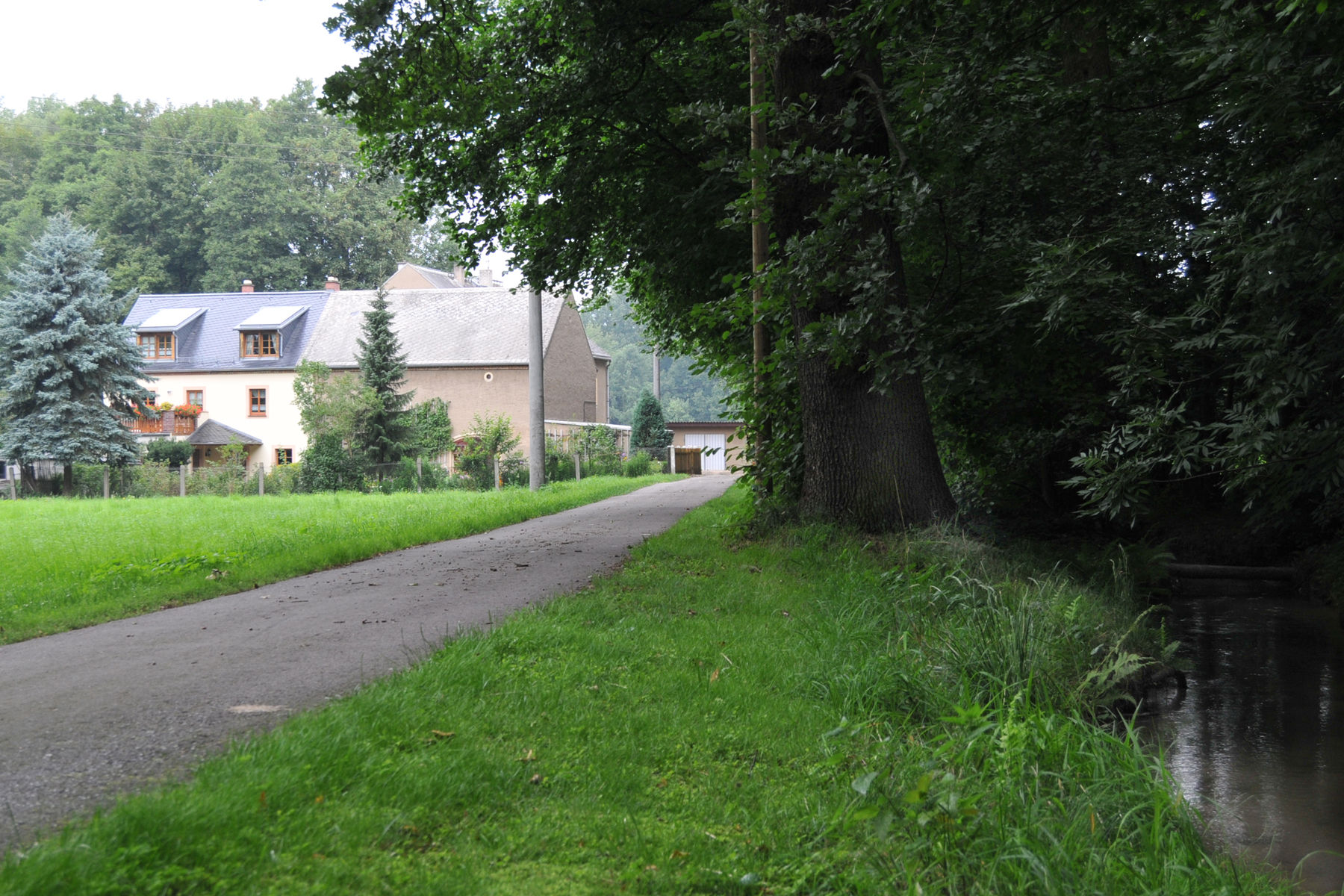
Niedermühle Graupzig mit Ketzerbach

Graupzig ist ein Ortsteil der sächsischen Stadt Nossen im Landkreis Meißen.

## Geographie
Graupzig ist ca. 11 km westlich von Meißen und 5 km südlich von Lommatzsch in der Lommatzscher Pflege gelegen. Der Ketzerbach teilt den Ort in die früheren Teile Graupzig und Neugraupzig. Ein durch ein Wehr im Ketzerbach gespeister Mühlgraben versorgt die Niedermühle Graupzig, eine noch heute funktionstüchtige Wassermühle, mit Energie.
Die Ortschaft selbst ist geprägt durch mehrere, nur noch teilweise erhaltene Vierseitenhöfe. Den Ortskern bildet das Rittergut, von dem heute nur noch Nebengebäude und der Schlossteich an das ehemalige, stattliche Besitztum erinnern.

## Geschichte
Die Grundherrschaft Graupzig war einst eine der ansehnlichsten des ganzen Landes. Davon zeugte das in schlichtem Barock erbaute Schloss, wahrscheinlich eine ehemalige Wasserburg. Bis 1550 war es in Besitz der Familie von Rechenberg. Danach folgte Balthasar von Rothenberg.
Über viele Jahrhunderte war Graupzig eng verbunden mit den Rittergütern Schleinitz, Gödelitz und Petzschwitz. So war auch das Geschlecht derer von Schleinitz Herr auf Graupzig. Mit dem Tod von Abraham von Schleinitz endete die Ära der von Schleinitz auf Schleinitz und damit wohl auch Graupzig. In Folge regierten die Familien von Loß und ab 1664 die Familie von Bose. 1773 kommt Graupzig in den Besitz derer von Zehmen. Im 19. Jahrhundert erbt Ludwig von Zehmen das Rittergut Graupzig sowie Gödelitz von seinem Vater.  Bis Anfang 1920 war das Rittergut im Familienbesitz.
Danach erwirbt es Ottomar Heinsius von Mayenburg, Erfinder der Chlorodont-Zahnpasta, das Rittergut Graupzig. Nach dem Ende des Zweiten Weltkrieges wird das Besitztum der Familie von Mayenburg enteignet und das Schloss 1948 auf Anweisung der damaligen Sowjetischen Militäradministration in Deutschland SMAD (SMAD-Befehl Nr. 209) abgerissen.

## Entwicklung der Einwohnerzahl
| Jahr    | Einwohnerzahl                                                 |
| ------- | ------------------------------------------------------------- |
| 1547/51 | 3 besessene Mann, 10 Gärtner, 7 Inwohner, 7 Hufen             |
| 1764    | 9 besessene Mann, 7 Gärtner, 26 Häusler, 1 Wüstung, 6 ¼ Hufen |
| 1834    | 273                                                           |
| 1871    | 276                                                           |

| Jahr | Einwohnerzahl |
| ---- | ------------- |
| 1890 | 297           |
| 1910 | 320           |
| 1925 | 321           |
| 2019 | 132           |

## Wirtschaft
Wirtschaftlich führt Graupzig heute nur noch ein Schattendasein. Trotz der günstigen Lage mit den fruchtbaren Böden der Lommatzscher Pflege ist in Graupzig selbst kein landwirtschaftlicher Betrieb mehr ansässig. Einzig ein Ziegelwerk und eine Stellmacherei sind noch zu erwähnen.

## Sehenswürdigkeiten

### Naturdenkmäler
- Alte Eiche mit einem Brusthöhenumfang von 6,65 m (2016).[4]